# Hinterhornbach
Hinterhornbach je obec v Rakousku ve spolkové zemi Tyrolsko v okrese Reutte.
Žije zde 94 obyvatel (1. 1. 2011).